# Agathia chizumon
Agathia chizumon là một loài bướm đêm trong họ Geometridae.